# Tossal del Perico
El Tossal del Perico és una muntanya de 329 metres que es troba al municipi de Bellpuig, a la comarca catalana de l'Urgell.